# Бадулла
Бадулла (синг. බදුල්ල, там. பதுளை) — місто в центральній частині Шрі-Ланки, адміністративний центр провінції Ува і однойменного округу. Населення — близько 43 000 чоловік (2004). Місто знаходиться приблизно за 230 км від Коломбо і за 100 км від Канді, на висоті 680 м над рівнем моря.
Відоме як місце народження видатного британського арабіста Гаррі Філбі.

## Клімат
Місто майже з усіх боків оточений річкою Бадулла і горами. В результаті в місті і його околицях створюється особливий мікроклімат, який характеризується високою вологістю і частими густими туманами, а також відносно невисокими для даного регіону середніми температурами. Відносна вологість повітря в денний час в Бадуллі протягом року коливається від 58% у липні до 85% у грудні. .

## Населення
Чисельність населення Бадулли за даними на 2004 р становить 42.9 тис. чоловік. Національний склад розподілений таким чином: сингали — 72%, шрі-ланкійські таміли — 3,8%, індійські таміли 18%, мури (араби) — 5%, бюргери — 0,1%, малайці — 0,2%.
Близько 72% населення Бадулли сповідує буддизм, 20% — індуїзм, 5% — іслам, 1,7% — католицизм, 0,7% — інші напрямки християнства .